# Sarsaul
Sarsaul es una ciudad censal situada en el distrito de Aligarh en el estada de Uttar Pradesh (India). Su población es de 9267 habitantes (2011). 

## Demografía
Según el censo de 2011 la población de Sarsaul era de 9267 habitantes, de los cuales 4864 eran hombres y 4403 eran mujeres. Sarsaul tiene una tasa media de alfabetización del 72,46%, superior a la media estatal del 67,68%: la alfabetización masculina es del 81,82%, y la alfabetización femenina del 62,14%.